# Mark Acheson
Mark Acheson (n. 19 septembrie 1957) este un actor canadian de film, televiziune și voce.

## Carieră
La 15 ani Acheson a început studiile la Studio 58 din Colegiul Langara. Membru fondator al Teatrului Janus și a fost prezent pe scenă timp de opt ani, inclusiv un sezon complet la Clubul de Arte, precum și Centrul NewPlay, Teatrul Carousel, Teatrul Western Canadian din Kamloops, Teatrul Sunshine în Kelowna și The Belfry din Victoria și StageWest în Edmonton. În anii '30 a început o carieră extinsă în film și televiziune, în principal în sprijinirea rolurilor. Unele dintre rolurile sale cele mai notabile sunt Mailroom Guy din Elf și dl Tripoli din Fargo.  Celelalte filme ale sale sunt: The 13th Warrior and Watchmen.
Acheson a acumulat, de asemenea, un mare volum de muncă în actorie vocală, a oferit vocea multor personaje în emisiunea TV Transformers.

## Legături externe
- Mark Acheson la Internet Movie Database